# Exécutions de la forêt de Medvedev

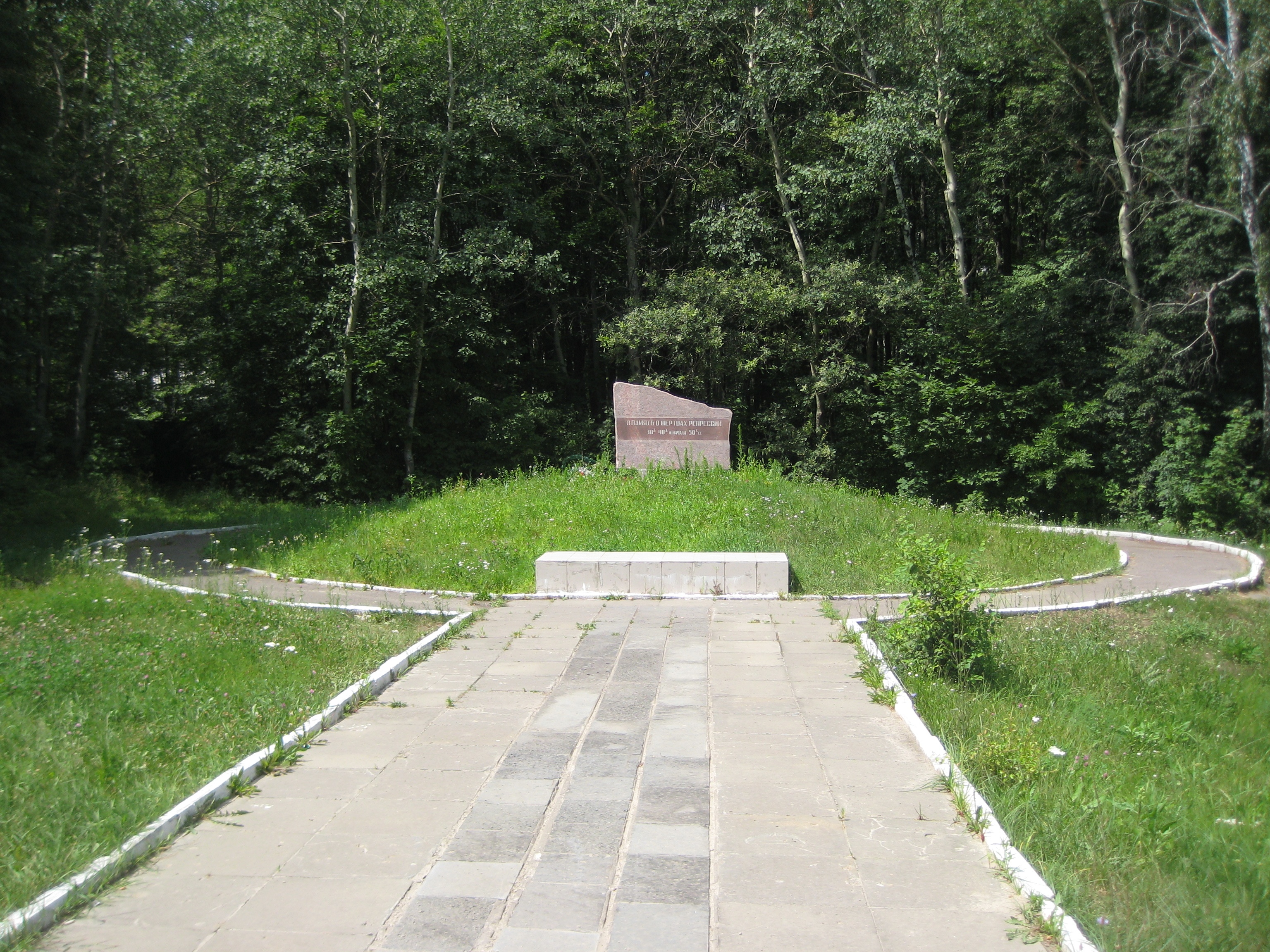
Monument commémoratif dans la forêt de Medvedev.

Les exécutions de la forêt de Medvedev ont eu lieu en Union soviétique le 11 septembre 1941. Trois mois à peine après l'invasion allemande de l'Union soviétique, 157 prisonniers politiques incarcérés à la prison d'Orel ont été exécutés par le NKVD à proximité de la ville, par ordre de Joseph Staline. 
Parmi les victimes se trouvaient l'un des membres fondateurs de l'Internationale communiste Christian Rakovski ; le journaliste Sergueï Efron ; le mathématicien Fritz Noether ; la révolutionnaire, femme de Kamenev et sœur de Trotski Olga Kameneva ; le géophysicien Boris Numerov ; les socialistes révolutionnaires Alexandra Izmaïlovitch et Maria Spiridonova ; ainsi que la tchékiste et commissaire du peuple Varvara Iakovleva. En 1941, cette prison contenait quelque cinq mille prisonniers politiques. Cette exécution a été l'un des nombreux massacres de prisonniers commis par le NKVD en 1941.